# Amotekun
A Rede de Segurança da Nigéria Ocidental (em inglês:  Western Nigeria Security Network; WNSN), codinome Operação Amotekun (iorubá para "leopardo" ou "Cheetah") ou simplesmente conhecida como Amotekun, é uma organização de segurança baseada em todos os seis estados do Sudoeste da Nigéria, responsável por conter a insegurança na região. Foi fundada em 9 de janeiro de 2020 em Ibadan, estado de Oyo,  como a primeira organização de segurança regional iniciada por uma zona geopolítica na Nigéria.

## História
Amotekun é uma palavra iorubá que significa "aquele que se parece com um leopardo", sendo leopardo traduzido como "amotekun". Por isso, Amotekun significa propriamente chita, mas, como neste caso, é frequentemente mal transliterado para leopardo. A Operação Amotekun (Leopardo) foi estabelecida em 9 de janeiro de 2020 pelos seis governadores estaduais de todos os estados do sudoeste da Nigéria, a saber: Lagos, Oyo, Ogun, Ondo, Osun e Ekiti. A criação da unidade de segurança estava sujeita à decisão de todos os seis governadores estaduais na cúpula regional de segurança realizada em Ibadan, em junho de 2019, por meio da Comissão da Agenda de Desenvolvimento para a Nigéria Ocidental. Em apoio à organização, todos os seis governadores estaduais contribuíram com 20 veículos cada, exceto Oyo, que contribuiu com 33 veículos, a fim de auxiliar os agentes no desempenho de suas funções, totalizando 133 veículos para a inicialização. Eles também adquiriram 100 unidades de motocicletas cada, totalizando 600 motocicletas. Os membros da organização foram selecionados entre caçadores locais, o Congresso do Povo Oodua (OPC), Agbekoya, o Corpo de Segurança e Defesa Civil da Nigéria (NSCDC) e o grupo de vigilantes.

## Operação
Os agentes da organização de segurança devem auxiliar a polícia, outras agências de segurança e governantes tradicionais no combate ao terrorismo, banditismo, assaltos à mão armada, sequestros e também na resolução de conflitos entre pastores e camponeses na região. Para o início da operação, os estados de Lagos, Osun e Ekiti recrutaram 1.320 agentes, que portarão armas de fogo dinamarquesas, como os caçadores locais, operando em cerca de 52 pontos cegos em toda a região sudoeste.
Em 13 de janeiro de 2020, a polícia nigeriana alertou que prenderá qualquer agente da organização que portar armas ilegais.
Em 14 de janeiro de 2020, o governo federal nigeriano declarou a Operação Amotekun ilegal, afirmando que ela não é respaldada pela Constituição da Nigéria.
No entnto, em 23 de janeiro de 2020, o vice-presidente da Nigéria, Yemi Osinbajo, reuniu-se com os seis governadores estaduais do sudoeste da Nigéria e todos concordaram em trabalhar juntos para o progresso da Operação Amotekun.

## Nota
- Este artigo foi inicialmente traduzido, total ou parcialmente, do artigo da Wikipédia em inglês cujo título é «Amotekun».